# オリビエ・カポ
ナルシス＝オリヴィエ・カポ・オブー（Narcisse-Olivier Kapo Obou, 1980年9月27日 - ）は、コートジボワール・アビジャン出身の元フランス代表サッカー選手。現役時代のポジションはMF、FW。
得点力に優れたオフェンシブなMF。そのため、下がり目のFWとしてもプレーすることがある。

## 経歴
AJオセールの躍進と共に名が知られるようになり、2002年にはフランス代表に初招集を受ける。さらに2004年には名門ユヴェントスFCからオファーを受けるなど、順風満帆かと思われたが、ユヴェントスでは充分なプレー機会が与えられず、わずか1年でフランスに帰国することとなる。レンタル移籍先のASモナコでは復活の予兆をみせていたものの、翌年にはレバンテUDへ再びレンタルされ、再びベンチ生活を余儀なくされた。2007年6月、ユヴェントスとの契約を解除し、バーミンガム・シティFCと契約した。2010年、ウィガン・アスレティックFCとの契約が切れ、無所属となっていたが、2010年11月4日、セルティックFCと契約した。2試合に出場したのみで、2011年1月に放出された。同年2月より、アル・アハリ・ドーハでプレーしたが、2012年1月にオセールに復帰した。2013年8月29日、ギリシャ・スーパーリーグのレヴァディアコスFCへ移籍した。

## 所属クラブ
- AJオセール 1999-2004
- ユヴェントスFC 2004-2005

→ ASモナコ 2005-2006 (Loan)
→ レバンテUD 2006-2007 (Loan)
- バーミンガム・シティFC 2007-2008
- ウィガン・アスレティックFC 2008-2010

→ USブローニュ 2010 (Loan)
- セルティックFC 2010.11-2011.1
- アル・アハリ・ドーハ 2011.2-2012.1
- AJオセール 2012.1-2013
- レヴァディアコスFC 2013-2014
- コロナ・キェルツェ 2014-2015

## タイトル
フランス代表
- FIFAコンフェデレーションズカップ 2003